# Sajida Talfah
Sajidah Khairallah Talfah (Arabisch: ساجدة خير الله طلفاح) (Tikrit, 24 juni 1937) is een Iraaks lerares en de weduwe (en nicht) van Saddam Hoessein, de president van Irak tussen 1979 en 2003. Alhoewel Talfah ruim drie decennia lang de first lady van Irak was, is vrij weinig over haar leven bekend, omdat ze zich gedurende deze periode grotendeels buiten de politieke schijnwerpers hield. 

## Levensloop
Sajidah Talfah werd in 1937 geboren in de stad Tikrit, als dochter van Khairallah Talfah, de oudere broer van Saddam Hoesseins moeder. In 1958 trouwde ze met de 21-jarige Saddam Hoessein. Het paar kreeg vijf kinderen: zonen Oedai (1964-2003) en Koesai Hoessein (1966-2003) en dochters Raghad (1968), Rana (1969) en Hala (1972).
In 1986 trouwde Saddam met een andere vrouw, Samira Shahbandar (1946), terwijl hij nog steeds getrouwd was met Sajida, waardoor er sprake was van een polygaam huwelijk. Samira Shahbandar werd geïntroduceerd door een van Saddams favoriete lijfwachten, Kemal Hana Gegeo. Oedai Hoessein, Saddam en Sajidahs oudste kind, beschouwde dit als een belediging voor zijn moeder en schoot tijdens een feestje ter ere van de vrouw van de Egyptische president Moebarak de lijfwacht koelbloedig neer, ten overstaan van de verschrikte gasten. Alhoewel Sajidah en Saddam van tafel en bed scheidden, zijn ze nooit officieel gescheiden.
Toen er geruchten opdoken dat Saddam met een andere vrouw getrouwd was en dat zijn gezinsleven gespannen was, verschenen er in Iraakse media meer foto's en video's van Saddam en Sajida, evenals die met hun kinderen. Deze foto's en video's waren uiteraard bedoeld om te laten lijken alsof Saddams gezinsleven niet gespannen was.
Tijdens de Golfoorlog van 1990-1991 vluchtte Talfah naar Zwitserland, maar kort daarna keerde ze terug naar Irak. Enkele uren voor de Irakoorlog vluchtte Talfah opnieuw uit Irak, dit keer samen met dochter Hala naar Qatar, terwijl haar andere dochters naar Jordanië vluchtten. Talfah woont tot op heden als vluchteling in Qatar.
In juli 2004 huurde ze een verdedigingsteam van zo'n 20 advocaten in om haar man te verdedigen tijdens zijn proces wegens verschillende misdrijven, waaronder misdaden tegen de menselijkheid. Een paar maanden later werd dit juridisch team echter ontbonden.

## Trivia
- Sajida Talfah werd in 2008 gespeeld door actrice Shohreh Aghdashloo in de BBC-televisieserie House of Saddam.[5]